# 七號墳場
七號墳場，原稱新九龍7號墳場，是香港一個已消失的墳場，墳場於1935年設立，根據1936年報章報道，是位於「九龍牛奶房」（即九龍維記牛奶有限公司，今日之彩雲邨所在地）對上一千呎之山地，東面接近晏打臣道（今日之安達臣道），南面近大同罐頭公司工場（即今日之茶寮坳），西邊近九龍直通西貢市之陸軍公路，北面靠近往西貢之公路（即今日清水灣道）。1941年佔地約16英畝的擴建部份獲批，其位置為原墳場東面，以安達臣道為西界線。
按地政署航拍照顯示，整體位置大概是今日順利邨、順天邨、順安邨及前佐敦谷堆填區之所在地。

## 歷史

### 墳場遷葬與居民遷入
當局於1955年公告七號墳場限期在當年年底前遷葬骨骸，逾期無人認領的骨骸將由當局火化，並將骨灰遷葬沙嶺金塔墳場。1960年代，遷葬後的七號墳場荒塚纍纍，荒蕪一片，當局開始強制安排一些不符合徙置資格的居民遷入作臨時安置之用，首批居民來自九龍洗衣街寮屋、何文田木屋區、大坑西平民屋及白布街木屋區，後來遷置的居民包括來自橫頭磡、老虎岩（今名樂富）、東頭村平房區（今東頭邨）、觀塘、牛池灣、落山道、鑽石山大觀新村及茜草灣等徙置區，令該處漸漸形成了一個人煙稠密的徙置區，搭建了不少木屋。若比較1949年及1963年航拍照，可見木屋區部份建於原有墳地，部份則建於墳地之外的山頂或山谷低地。

### 寮屋問題與清拆
當地居民依照原墳場的羊腸小徑將木屋分區為小村落，取名「新新村」、「和平村」、「聖母村」、「新觀村」等。該處位置偏遠，交通不便，出入市區皆要依靠非法「白牌車」接載，供水設施短缺及衛生惡劣，又缺乏公共電話設備及教育設施，甚至在遷入初期，不時看見離開山路不遠處白骨森森和破舊的陪葬品，令人不寒而慄，為遷入居民所詬病，多數居民均在不情願下被強制遷進，但在當時環境下唯有逆來順受。截至1963年9月，該處已住有居民約6,000人，失業情況相當嚴重。根據1966年報章報導，當局將「新新村」及「新觀村」拆遷，安排兩村共約一千戶中的九成多居民移居咸田（今名藍田）等徙置大廈，餘下居民卻因早年登記資料與當局有出入而被認為屬僭建戶或私相買賣而被拒絕徙置，更被當局下令限期自行拆遷及拆除木屋，這些貧民不斷跟當局交涉，更與遷拆人員發生衝突，當局遂延遲遷拆行動，事情始見緩和。1970年代政府落實開發原址興建順利邨，七號墳場隨之成為歷史名詞。

## 外部連結
- 香港電台-清晨爽利-大哥今日話當年之七號墳場由來（3/9/2008）